# Ефект спускового гачка
«Ефект спускового гачка» (англ. The Trigger Effect) — драматичний трилер 1996 року.

## Синопсис
Загадковим чином мешканці маленького американського містечка залишилися зовсім без електроенергії, радіо і телефонного зв'язку. Поступово взаємини між ними зводяться до схеми «людина людині — вовк».